# Abraham Keyser

Abraham Keyser, Kupferstich von Cornelius Galle der Jüngere nach einem Gemälde von Anselm van Hulle.

Abraham Keyser (* 26. März 1603 in Soest; † 30. September 1652 in Doberan) war ein deutscher Jurist und Diplomat.

## Leben
Keyser war Sohn des Ältermannes Rüdiger Keyser. Nach dem Schulbesuch in Soest, Bremen, Hannover und Hildesheim studierte Keyser Rechtswissenschaften von 1622 bis 1625 an der Universität Helmstedt. 1628 wurde Legationssekretär in Quedlinburg und begleitete als Hofmeister einen jungen Adligen auf dessen Grand Tour. 1633 immatrikulierte er sich an der Universität Rostock, wo er auch als Respondent nachgewiesen ist. Anschließend bereiste er England und Frankreich. 1637 immatrikulierte er sich erneut an der Universität Leiden. 1638 wurde er Advokat in Hamburg. 1639 trat er als Archivar in die Dienste des Herzogs Adolf Friedrich I. von Mecklenburg und begleitete 1641/1642 erneut als Hofmeister den mecklenburgischen Erbprinzen Christian Ludwig auf dessen Grand Tour. 1643 war er für Herzog Adolf Friedrich I. in Frankreich und promovierte dort an der Universität Orléans. Mit seiner Rückkehr 1644 wurde er Geheimer Rat in Mecklenburg-Schwerin. Er war Vertreter beider Mecklenburg bei den Verhandlungen um den Frieden von Osnabrück und unterzeichnete für diese 1649 den Westfälischen Frieden. Danach beschäftigte er sich als Geheimer Rat von Herzogin Marie Katharina von Mecklenburg (1616–1665) vornehmlich mit Streitfragen des 1648 durch Säkularisation des Hochstifts Ratzeburg entstandenen Fürstentums Ratzeburg mit dem Ratzeburger Domkapitel. Keyser verstarb auf einer Reise und wurde im Ratzeburger Dom bestattet. Sein Grabstein ist erhalten.
Er war verheiratet mit Dorothea Sophia Werdenhagen, Tochter des Johann Angelius Werdenhagen; sie heiratete in zweiter Ehe Franz Julius Chopius, Direktor der Justizkanzlei Güstrow.